# Phenacohelix mahlfeldae
Phenacohelix mahlfeldae är en snäckart som beskrevs av James Frederick Goulstone 200. Phenacohelix mahlfeldae ingår i släktet Phenacohelix och familjen Charopidae. Inga underarter finns listade i Catalogue of Life.